# UNMISS
La Missione delle Nazioni Unite in Sudan del Sud (in inglese United Nations Mission in South Sudan, in acronimo UNMISS) è una missione di pace dell'Organizzazione delle Nazioni Unite in Sudan del Sud, istituita con la risoluzione 1996 del Consiglio di sicurezza dell'8 luglio 2011.
La missione ha sede nella capitale sudsudanese Giuba ed è guidata dal Rappresentante speciale del Segretario generale per il Sudan del Sud Nicholas Haysom (Sudafrica) mentre il contingente militare è guidato dal tenente generale Mohan Subramanian (India).

## Storia
La missione è stata istituita come missione di peacekeeping con la risoluzione 1996 del Consiglio di sicurezza delle Nazioni Unite, approvata all'unanimità l'8 luglio 2011 e con effetto dal 9 luglio 2011 al 9 luglio 2012, termine poi esteso di anno in anno, nel contesto della nascita del Sudan del Sud a seguito di un apposito referendum per l'indipendenza dal Sudan dopo la seconda guerra civile sudanese, combattuta dal 1983 al 2005 e conclusasi con l'accordo di Naivasha. Alla guida della missione è stata posta inizialmente la norvegese Hilde Frafjord Johnson, nominata Rappresentante speciale per il Sudan del Sud dal Segretario generale Ban Ki-moon.

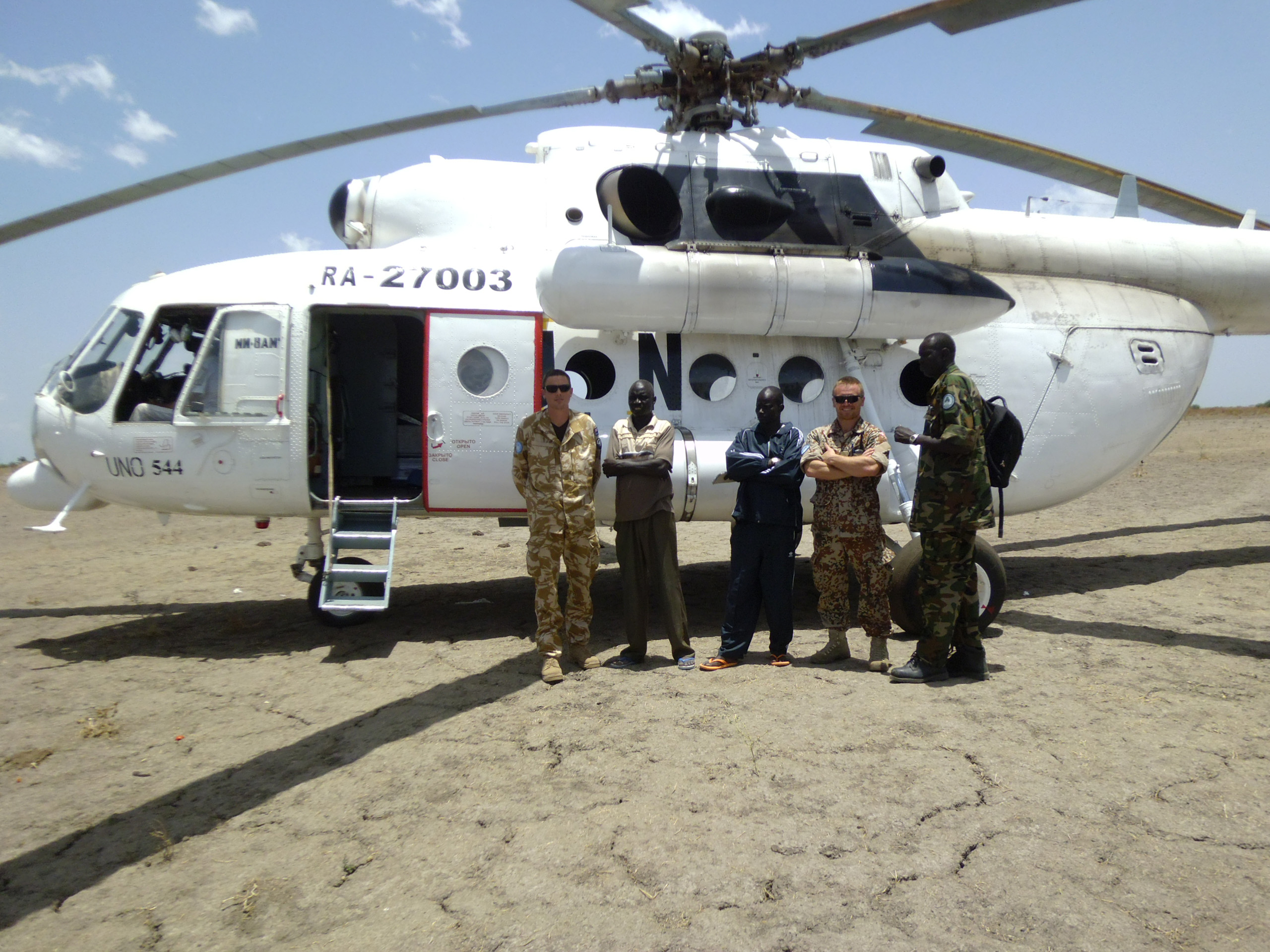
L'elicottero Mil Mi-8 abbattuto dall'esercito sudsudanese.

Nel luglio 2012, dopo il primo rinnovo del mandato dell'UNMISS, la Rappresentante Frafjord Johnson ha tracciato un primo bilancio dell'attività della missione, sostenendo che l'intervento delle Nazioni Unite negli attacchi dei nuer del gennaio 2012 nello stato di Jonglei ha consentito il salvataggio di migliaia di civili. Successivamente il 21 dicembre 2012 un elicottero Mil Mi-8, operato da una compagnia russa per conto dell'UNMISS, è stato abbattuto accidentalmente dall'Esercito di Liberazione del Popolo del Sudan nei pressi di Likuangole (stato di Jonglei), con la conseguente morte dei quattro membri dell'equipaggio (tutti di nazionalità russa).
Il 9 aprile 2013 i ribelli guidati da David Yau Yau hanno teso un'imboscata ad un convoglio della missione nello stato di Jonglei, uccidendo cinque militari indiani e sette impiegati civili e causando almeno altri nove feriti con possibili dispersi. In seguito allo scoppio della guerra civile nel dicembre 2013, il Consiglio di sicurezza ha approvato un potenziamento della missione approvando la risoluzione 2155.

## Composizione
Il personale della missione è di circa 18120 (febbraio 2025) tra civili (impiegati e volontari), poliziotti e militari provenienti da numerosi paesi, rispetto ad un personale massimo autorizzato di 19101 membri. I principali contributori, in termini di personale, sono: Ruanda, India e Nepal.